# Піски (Золочівський район)
Пі́ски — село в Україні, у Бродівській міській громаді Золочівського району Львівської області. Населення становить 459 осіб. Орган місцевого самоврядування - Бродівська міська рада.

## Назва
Назва села походить від того, що село розміщено на піщаному горбочку і назвали його Піски. 

## Символіка
Герб та прапор села Піски затверджено рішенням Лешнівської сільради №15 від 21 липня 2006 року. Автор – А. Гречило. У золотому полі синій стовп, через який стрибає червоний заєць.
Золоте поле символізує піщані ґрунти, синя смуга – річку Слонівка, заєць позначає місцеві природні багатства.

## Географія
Село Пі́ски раніше підпорядковувалось Лешнівській сільській раді Бродівського району, Львівської області, віддалене від Лешнева на південний захід менше ніж на 2 км.
Площа населеного пункту 116 га., відстань до Бродів – 18 км, кількість домогосподарств – 153, чисельність населення на 1 січня 2004 року  - 528 чоловік.
Біля села Піски протікає річка Слонівка, яка далі впадає в річку Стир.

## Історія
В селі була дерев’яна церква – каплиця, а у війну, коли село спалили польська армія  , то і згоріла капличка. Парафіяни довгий час творили парафію в с. Лешневі, доки у 1991 році в центрі села при сільській дорозі на рівній ділянці збудували церкву «Святих Апостолів Петра і Павла», за проектом архітекторів Григорія Калініна та Івана Коваленка зі Львова.
Колись в селі була українська однокласова школа, яку за часів панування Польщі перемінено на польську. Тепер в Пісках є початкова школа I ступеня. Діти 5-11 класів доїжджають до Лешнівської ЗОШ.
Назва села походить від того, що село розміщено на піщаному горбочку і назвали його Піски. Перед тим це був маленький хутір, люди
переселилися сюди із с.Стариків. Цього села вже немає, спалили турки, татари в далекому минулому. 
В 1935 році  в с. Пісках жило 756 греко-католиків, 27 римо-католиків і 7 євреїв. 
За Польщі гімназію в Бродах закінчив уродженець Пісків – Пилип Горбатюк. Він був змушений розлучитися з родиною, яка залишилась в Україні і жив у Кенорі (Канада), там і помер. Була це ідейна людина, вихована в тайнім «Пласті». Майже всі зароблені ним гроші він висилав родині на Україну й допоміг дітям закінчити вищі студії.
В селі Піски є свій цвинтар. У першу світову війну, на початку села був великий бій між австрійською і царською арміями. Багато тисяч солдат, переважно царських, полягло тут. На горбочку, під лісом, є два великі старі дерев’яні хрести і висока піщана могила – місце захоронення воїнів. 
На початку другої світової війни біля річки Слонівка відбувся великий танковий бій. Ще довго, після війни, знаходилось багато підбитих, застряглих в болоті німецьких та радянських танків.  Недалеко від цього місця поставлено пам’ятний знак на честь вшанування цього бою. 
Багато людей із с.Піски були воїнами УПА, які боролися за волю України і багато з них загинуло. 
12 червня 2020 року, відповідно до розпорядження Кабінету Міністрів України № 718-р «Про визначення адміністративних центрів та затвердження територій територіальних громад Львівської області», село увійшло до складу Бродівської міської громади. 
19 липня 2020 року, в результаті адміністративно-територіальної реформи та ліквідації Бродівського району, село увійшло до складу новоствореного Золочівського району.

## Сьогодення
Піски – це заможне село. На даний час тут є три бари – магазини, будинок «Просвіти». Люди вирощують хліб, хміль, займаються тваринництвом. За останні роки в Пісках побудовано багато сучасних будинків. Люди люблять своє село, свій край, є справжніми патріотами своєї Батьківщини. 